# Роналдо (футболист, 2000)
Роналдо Сесар Соареш дос Сантос (порт. Ronaldo Cezar Soares dos Santos; род. 7 декабря 2000, Рио-де-Жанейро), более известный как Роналдо порт. Ronaldo) — бразильский футболист, нападающий клуба «Ростов».

## Клубная карьера

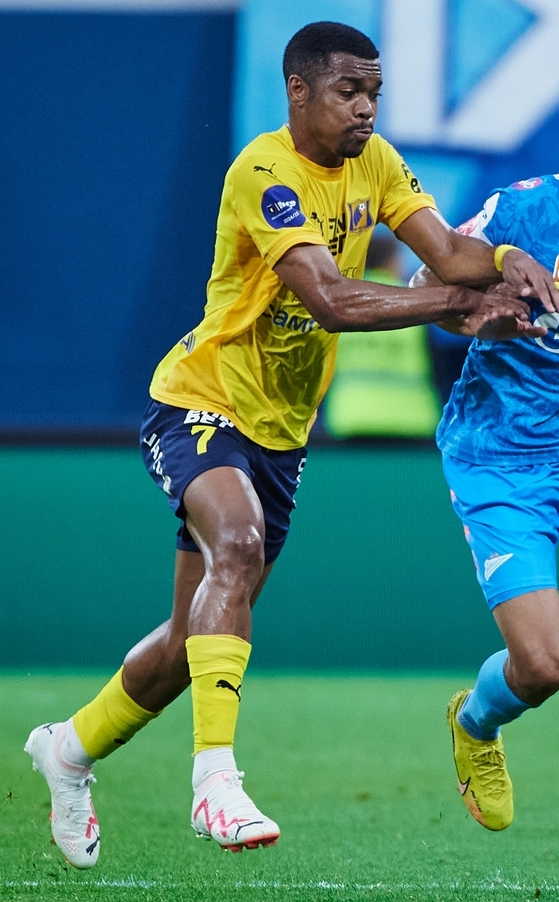
Роналдо в составе «Ростова»

Роналдо — воспитанник клуба «Сан-Каэтано». В 2020 году он дебютировал за основной состав. В начале 2021 года Роналдо перешёл в «Баия». 21 февраля в матче Лиги Байано против «Жуазейренсе» он дебютировал за основной состав. 28 февраля в поединке Кубка Нордесте против «Салгейру» Роналдо забил свой первый гол за «Баию». 1 августа в матче против «Спорт Ресифи» он дебютировал в бразильской Серии A.
Летом 2022 года Роналдо перешёл в болгарский «Левски», подписав контракт на 3 года. 9 июля в матче против ЦСКА 1948 он дебютировал в чемпионате Болгарии. 28 июля в отборочном поединке Лиги конференций против греческого ПАОКа Роналдо забил свой первый гол за «Левски».
В январе 2024 года присоединился к составу клуба «Ростов», в 12 матчах второй части российского сезона отличился 6 голами.

## Достижения
«Баия»
- Обладатель Кубка Нордесте: 2021